# C Hrvatska košarkaška liga 2012./13.
C liga (odnosno C-1 liga) predstavlja četvrti rang hrvatskog prvenstva u košarci u sezoni 2012./13.

## C-1 Centar

### Skupina A
| mj                                                               | klub              | ut             | pob            | por            | koš+           | koš-           | bod            |
| ukupan poredak                                                   | ukupan poredak    | ukupan poredak | ukupan poredak | ukupan poredak | ukupan poredak | ukupan poredak | ukupan poredak |
| ---------------------------------------------------------------- | ----------------- | -------------- | -------------- | -------------- | -------------- | -------------- | -------------- |
| 1.                                                               | Labrada Zagreb    | 16             | 15             | 1              | 1406           | 1167           | 31             |
| 2.                                                               | Prečko Zagreb     | 16             | 12             | 4              | 1368           | 1126           | 28             |
| 3.                                                               | Ogulin            | 16             | 11             | 5              | 1060           | 967            | 26 (-1)        |
| 4.                                                               | Glina             | 16             | 8              | 8              | 1305           | 1241           | 24             |
| 5.                                                               | Žora Karlovac     | 16             | 7              | 9              | 1091           | 1205           | 23             |
| 6.                                                               | Zapad II Zagreb   | 16             | 6              | 10             | 1124           | 1247           | 22             |
| 7.                                                               | Akademičar Zagreb | 16             | 6              | 10             | 1052           | 1131           | 21 (-1)        |
| 8.                                                               | Bosco II Zagreb   | 16             | 4              | 12             | 1214           | 1310           | 20             |
| 9.                                                               | Duga Resa         | 16             | 3              | 13             | 969            | 1195           | 19             |
|                                                                  |                   |                |                |                |                |                |                |
| poredak u konkurenciji                                           |                   |                |                |                |                |                |                |
| 1.                                                               | Labrada Zagreb    | 12             | 11             | 1              | 1007           | 878            | 23             |
| 2.                                                               | Ogulin            | 12             | 9              | 3              | 849            | 763            | 21             |
| 3.                                                               | Prečko Zagreb     | 12             | 8              | 4              | 988            | 840            | 20             |
| 4.                                                               | Glina             | 12             | 4              | 8              | 957            | 917            | 16             |
| 5.                                                               | Žora Karlovac     | 12             | 4              | 8              | 766            | 904            | 16             |
| 6.                                                               | Akademičar Zagreb | 12             | 4              | 8              | 740            | 806            | 15 (-1)        |
| 7.                                                               | Duga Resa         | 12             | 2              | 10             | 698            | 897            | 14             |
|                                                                  |                   |                |                |                |                |                |                |
| Labrada Zagreb i Ogulin se plasirali u završnicu C-1 lige Centar |                   |                |                |                |                |                |                |

## Sjever
Također i pod nazivom C liga KSMŽ(košarkaškog saveza Međimurske županije)

### Prvi dio
| mj                                                                        | klub                       | ut | pob | por | koš+ | koš- | bod |
| ------------------------------------------------------------------------- | -------------------------- | -- | --- | --- | ---- | ---- | --- |
| 1.                                                                        | Međimurje Globetka Čakovec | 16 | 13  | 3   | 1157 | 960  | 29  |
| 2.                                                                        | Mladost Ivanovec           | 16 | 11  | 5   | 1125 | 1069 | 27  |
| 3.                                                                        | Dubravčan Donja Dubrava    | 16 | 10  | 6   | 1087 | 1064 | 26  |
| 4.                                                                        | Grafičar II Ludbreg        | 16 | 8   | 8   | 1180 | 1090 | 24  |
| 5.                                                                        | Prelog                     | 16 | 8   | 8   | 1029 | 991  | 24  |
| 6.                                                                        | Čakovec BŠT                | 16 | 8   | 8   | 1110 | 1140 | 24  |
| 7.                                                                        | Donji Kraljevec            | 16 | 6   | 10  | 1070 | 1103 | 22  |
| 8.                                                                        | Nedelišće                  | 16 | 6   | 10  | 1001 | 1072 | 22  |
| 9.                                                                        | Kotoriba                   | 16 | 2   | 14  | 908  | 1178 | 18  |
|                                                                           |                            |    |     |     |      |      |     |
| klubovi koji se natječu u konkurenciji se mogu plasirati u Ligu za prvaka |                            |    |     |     |      |      |     |

      - plasirali se u Ligu za prvaka 

### Liga za prvaka
| mj                                                                                             | klub                       | ukupan rezultat (s prenesenim utakmicama iz prvog dijela) | ukupan rezultat (s prenesenim utakmicama iz prvog dijela) | ukupan rezultat (s prenesenim utakmicama iz prvog dijela) | ukupan rezultat (s prenesenim utakmicama iz prvog dijela) | ukupan rezultat (s prenesenim utakmicama iz prvog dijela) | ukupan rezultat (s prenesenim utakmicama iz prvog dijela) |    | rezultat ostvaren u Ligi za prvaka | rezultat ostvaren u Ligi za prvaka | rezultat ostvaren u Ligi za prvaka | rezultat ostvaren u Ligi za prvaka | rezultat ostvaren u Ligi za prvaka |
| mj                                                                                             | klub                       | ut                                                        | pob                                                       | por                                                       | koš+                                                      | koš-                                                      | bod                                                       | ut | pob                                | por                                | koš+                               | koš-                               |                                    |
| ---------------------------------------------------------------------------------------------- | -------------------------- | --------------------------------------------------------- | --------------------------------------------------------- | --------------------------------------------------------- | --------------------------------------------------------- | --------------------------------------------------------- | --------------------------------------------------------- | -- | ---------------------------------- | ---------------------------------- | ---------------------------------- | ---------------------------------- | ---------------------------------- |
| 1.                                                                                             | Međimurje Globetka Čakovec | 12                                                        | 10                                                        | 2                                                         | 872                                                       | 749                                                       | 22                                                        |    | 6                                  |                                    |                                    |                                    |                                    |
| 2.                                                                                             | Dubravčan Donja Dubrava    | 12                                                        | 7                                                         | 5                                                         | 814                                                       | 812                                                       | 19                                                        |    | 6                                  |                                    |                                    |                                    |                                    |
| 3.                                                                                             | Donji Kraljevec            | 12                                                        | 5                                                         | 7                                                         | 815                                                       | 810                                                       | 17                                                        |    | 6                                  |                                    |                                    |                                    |                                    |
| 4.                                                                                             | Prelog                     | 12                                                        | 2                                                         | 10                                                        | 692                                                       | 819                                                       | 14                                                        |    | 6                                  |                                    |                                    |                                    |                                    |
|                                                                                                |                            |                                                           |                                                           |                                                           |                                                           |                                                           |                                                           |    |                                    |                                    |                                    |                                    |                                    |
| Liga za prvaka se igra dvokružno (6 kola), s prenesenim međusobnim rezultatima iz prvog dijela |                            |                                                           |                                                           |                                                           |                                                           |                                                           |                                                           |    |                                    |                                    |                                    |                                    |                                    |

## Poveznice
- A-1 liga 2012./13.
- A-2 liga 2012./13.
- B-1 liga 2012./13.
- Kup Krešimira Ćosića 2012./13.